# 雞卷

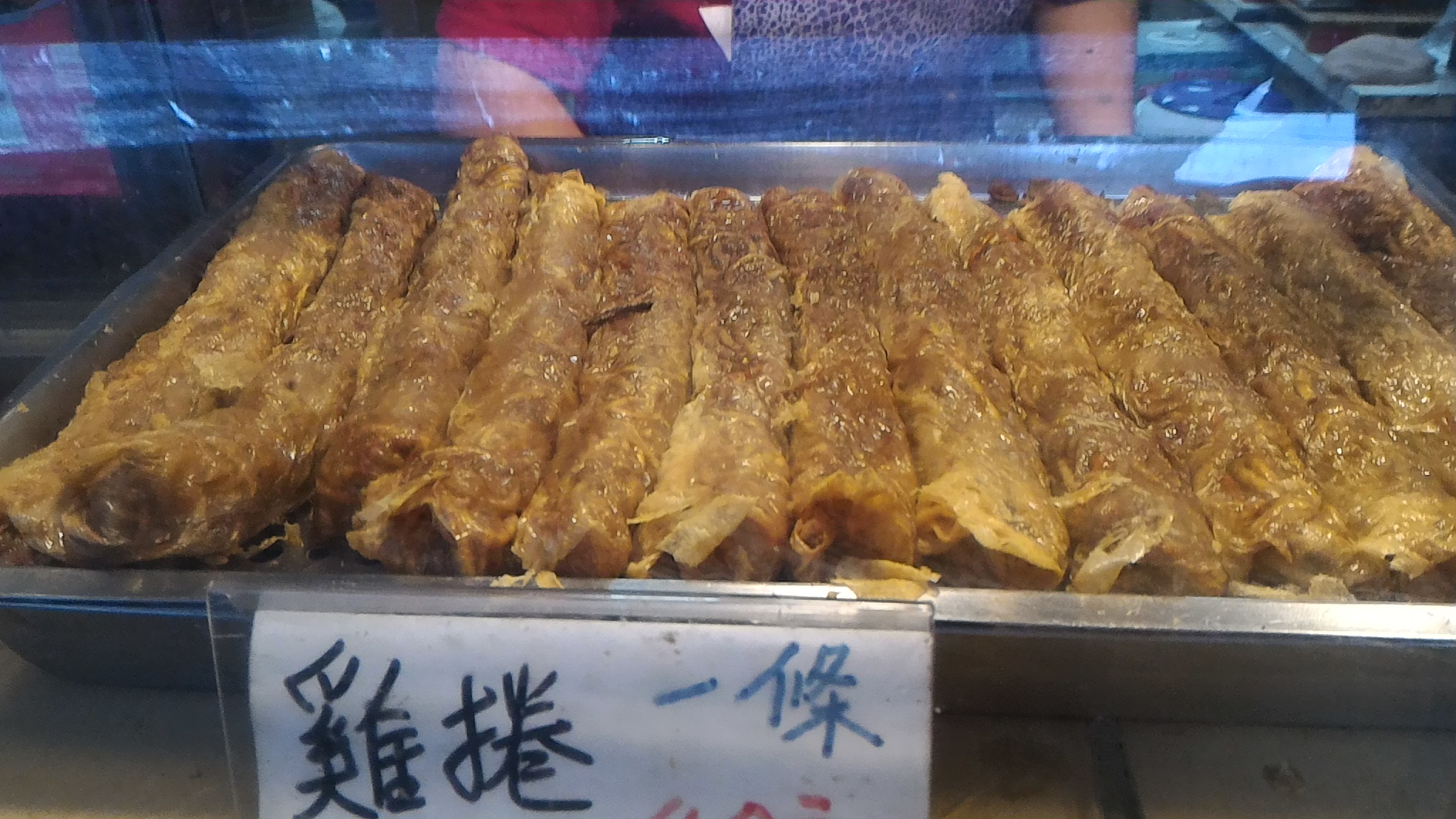
台灣新北市平溪區菁桐的雞管（雞卷）

雞卷（通行腔：ke-kńg；泉腔：koe-kńg；漳腔：ke-kúiⁿ；亦作雞管）是一種內含豬肉，外觀包成像雞脖子的油炸卷食。原本為中國閩南漳州石碼一帶名產，後隨閩南移民傳至台灣，現已成為台灣著名小吃之一，在北部地區亦為祭祀常見的主要供品。
雞卷與宋代的「簽菜」作法相似。今日的雞卷多使用豆腐皮包捲魚漿、豬肉等材料。店家所賣雞卷內餡多為前腿豬肉，每條則以約四台兩重為單位下鍋油炸，起鍋後再切成數等份。此外，雞卷都會另外配上醃肉蔥末、酸黃瓜等配菜。

## 名稱
根據《臺灣慣習紀事》(1902年)、《台灣料理之琹》(1912年)有道料理名「燒雞管」，材料有比例2比1的雞肉、豬肉和玉蔥、香菇、網紗油等成分，1931年出版《臺日大辭典》，臺灣話「koe-kńg」（泉廈音）／「ke-kúiⁿ」（漳州音）漢字寫做「雞管」，有兩義：一是雞的脖子，二是指用豬肉切細，摻香菇、蔥、筍、胡椒、麵粉並用網紗油（豬腹腔內的網狀肥肉）包成長狀後下去油炸而成的料理。雞管因料理過程有包捲，因此亦寫做同音異字「雞卷」與「雞捲」。
此道料理在各地常見的稱呼有：
- 雞卷（泉州）
- 肉卷（漳州、潮州）
- 卷煎（潮州）
- 肉卷（漳州）
- 五香（漳州、廈門）
- 五香滷肉（東南亞）[註 1]
- 石碼卷（原名）[來源請求]
- 燒肝 、肝花[5]：內餡多加豬肝或雞肝。

### 民間語源
因雞卷不含雞肉而衍生了新解：此料理是使用約直徑30公分的似圓豆腐皮包裹剩菜（「多」出來的菜）後，再下鍋油炸切片的農家刻苦菜餚，之後成為了風味獨特點心，內餡使用了台灣剩菜常見的豬肉蔬菜等。之所以稱為「雞」卷，是因為閩南語「雞」與表示「多餘」之意的「加」為同音ke，故稱為「加卷」（訓讀字：多卷），進而因同音轉寫為「雞卷」。
「加卷」一詞多年來經由美食部落客和新聞傳播，現已成台灣普遍民間流行之說法。但其民間語源之特性可從其各地名稱看出。由於只有泉州與台灣一樣稱為「雞卷」，因此台灣「雞卷」一詞應該承襲自泉州移民。目前台灣及澎湖群島一帶的人口中以閩南移民為最多，其中約45%為泉州裔、35.2%為漳州裔、3.6%係潮州裔（一部份為客家人，如饒平裔），而台語則是泉州與漳州閩南語混合成「泉漳濫」，在兩種閩南語的交融過程中不免產生此消彼長的情形，部分泉州詞彙保存了下來而部分漳州詞彙在語言的演變中消失，反之亦然。
此外，若從泉州與漳州話的差異來看：
- 雞 - 泉：koe¹	漳：ke¹	潮：koi¹
- 加 - 泉：ke¹	漳：ke¹	潮：kia¹

兩字只有在漳州話中是同音的，而泉州話卻不同音。由此判斷「『雞卷』源自『加卷』」之說法不當會發生在泉州，只會發生在漳州，然而漳州人卻又不將此料理稱為「雞卷」。此外，「加卷」之源由說法亦未見於中國閩南地區流傳。綜合上述可推斷，這樣的說法應該是在台灣的訛傳，並無確切根據。
雖然「雞」的泉漳文讀音都是「ke¹」，但現今在閩南傳統庶民美食中以文讀音呼之的情形極少。且重點如前述，「雞卷」為泉州名稱而分非漳州稱呼，因此以泉州文讀音來看，「雞卷」應為「ke¹ koan²」，「加」則是「ka¹」，發音差異更顯著。